# Pierre de la Percaillerie
La Pierre de la Percaillerie était un menhir situé au Pieux, dans le département français de la Manche, en Normandie.

## Description
Le menhir était constitué d'un bloc de granite de forme pyramidale quadrangulaire et irrégulière avec un sommet arrondi. La base du menhir était incluse dans un mur en pierres sèches servant de limite entre les communes des Pieux et de Flamanville. Il mesurait 3,50 m de hauteur pour une largeur de 1,65 m sur sa face nord-ouest, et 2,30 m de hauteur pour une largeur de 1,60 m sur sa face sud-est. Il comportait quatre rainures verticales, vraisemblablement d'origine naturelle, descendant du sommet jusqu'à environ la moitié de la hauteur du menhir pour la plus longue.
Bien que le menhir fut classé au titre des monuments historiques, il fut détruit en 1889.